# Blažej Maďar
Blažej Maďar (maďarsky Magyar de Mére Balázs / Magyar Balázs, rumunsky/latinsky Blasius Magyar; † 1490) byl významný uherský vojevůdce, kapitán Horního Uherska (1462), chorvatsko-slavonský bán (v letech 1470–1474 a 1482–1483), sedmihradský vévoda (1473–1475). 
Blažej Maďar bývá někdy v literatuře zaměňován za Blažeje Podmanického, který však zemřel již v roce 1480. 

## Život
Blažej Maďar pocházel z rodu sedláků, kteří se přistěhovali do Košic, postupně se však díky svým vojenským úspěchům vypracoval a byl jmenován kapitánem Horních Uher. Sloužil ve vojsku Jana Hunyadiho, patřil k nejlepším vojevůdcům krále Matyáše Korvína.
Za věrnost králi Matyášovi získal rozsáhlé majetky i baronský titul a byl jmenován do funkce chorvatsko-slavonského bána. K nabytému majetku patřila panství v Zadunají a Pováží.
Blažej Maďar bojoval nejen doma v Uhersku, ale i na zahraničních výpravách proti Čechům a na Balkáně proti osmanským Turkům. Zasloužil se o likvidaci tzv. bratříků, zbytků husitského hnutí, o konsolidaci poměrů v zemi a eliminaci osmanské expanze na západ.
Pod velením Blažeje Maďara sloužil talentovaný Pavel Kinižský, kterého si Blažej velmi oblíbil. Nakonec jej adoptoval a za manželku mu dal svou mladou dceru Benignu. Když kolem roku 1490 Blažej Maďar zemřel, stal se Pavel pokračovatelem jeho slávy a dědicem jeho majetků. 
Zemřel v roce 1490 v Košicích.